# Seeder
En seeder eller distributör är en användare av till exempel fildelningsprotokollet Bittorrent som har 100 % av filen, som bara laddar upp. Detta innebär att deras nedladdning av datafiler är färdig, men de låter andra fortsätta ladda ner från dem, man blir då en "seeder". 
Det är väldigt grundläggande för att till exempel torrents, som är ett av de vanligaste sätten att ladda ner datafiler på, ska fungera.